# Shinkansen Seria 400

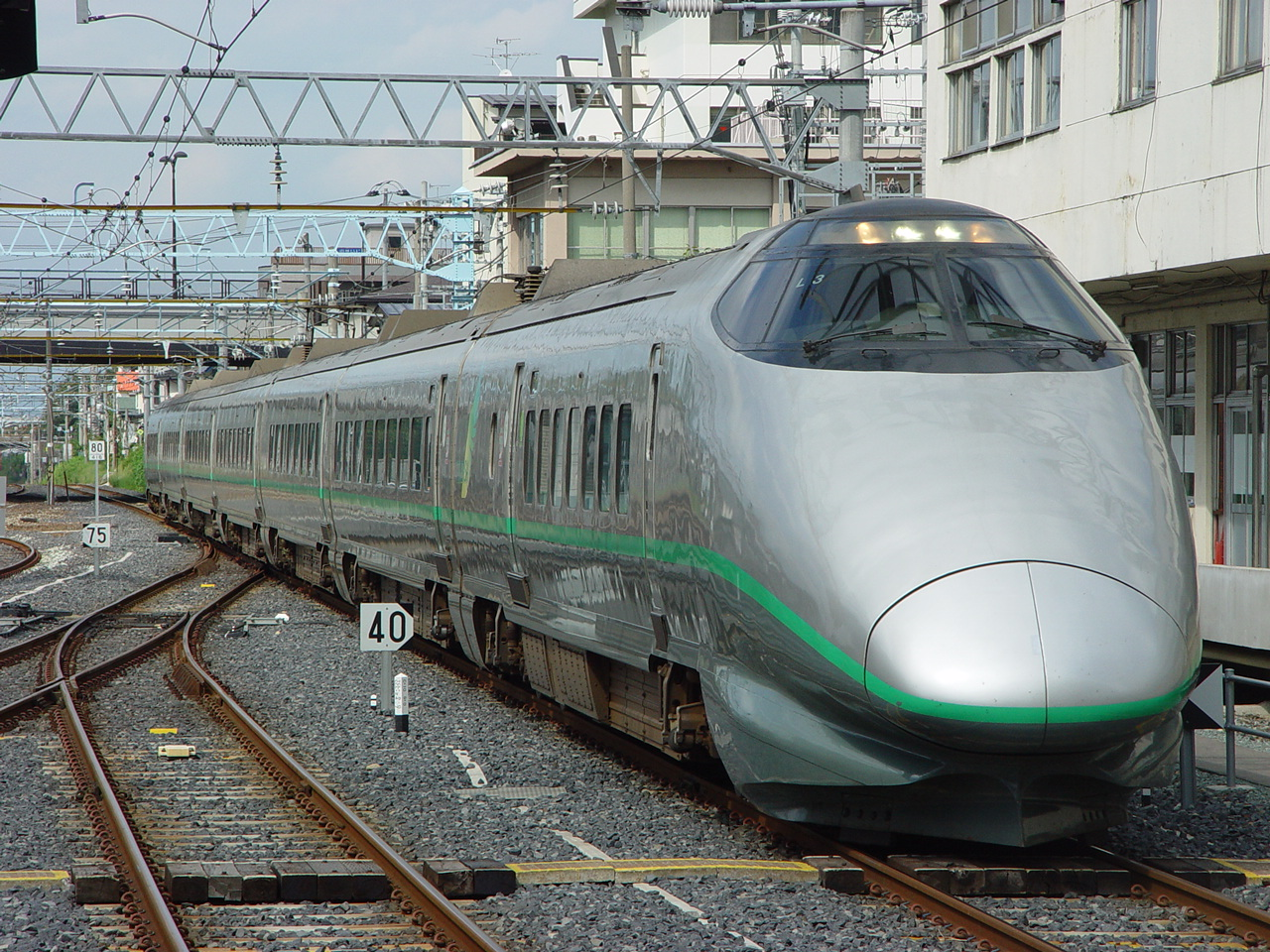
Shinkansen Seria 400

Shinkansen Seria 400 sunt garnituri de tren care rulează pe rețeaua de mare viteză japoneză Shinkansen. Trenul atinge viteze de 240 km/h.